# VZ Овна
VZ Овна — одиночная звезда белого цвета из созвездия Овна. 
Её звёздная величина варьируется между 5.82 и 5.89, так что её можно увидеть невооружённым глазом в областях со слабой засветкой. По данным измерений годичного параллакса (5.8 миллисекунд дуги) была получена оценка расстояния до звезды, равная 560 световым годам. Гелиоцентрическая лучевая скорость равна +14 км/с.
Ранее звезда носила название 16 Треугольника, но так как она более не находится в созвездии Треугольника, это название перестало употребляться.
Это пекулярная звезда типа CP2 (Ap-звезда) с аномально большим содержанием кремния в спектре.
VZ Овна имеет спектральный класс A0V. Она является переменной звездой типа α² Гончих Псов.
Её масса равна 2.7 массам Солнца, радиус составляет 3.1 радиуса Солнца, а светимость — 79 светимостей Солнца. Эффективная температура фотосферы равна 10304 K.